# Gran Perm

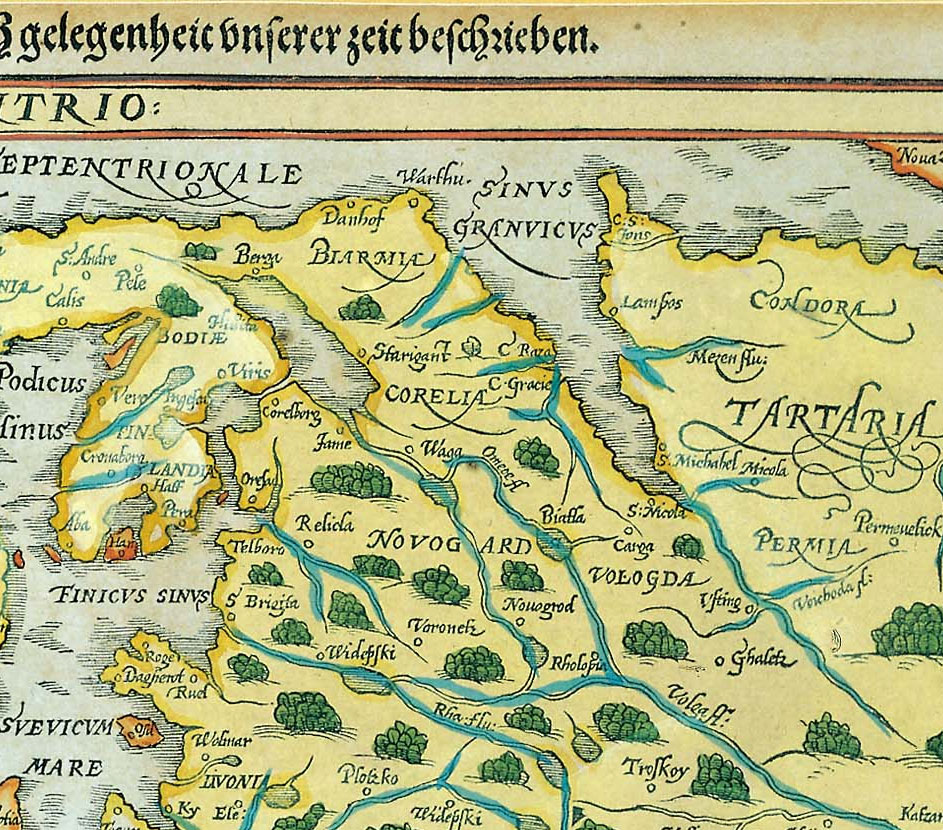
Mapa de Rusia septentrional, con Permia, de Gerard Mercator (Ámsterdam, 1595).

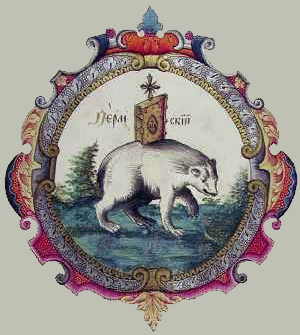
Escudo de armas de Perm

El Principado del Gran Perm, a veces solamente Gran Perm o Permia (en ruso: Великая Пермия) fue un estado medieval komi localizado en el actual krai de Perm de Rusia. Su capital era Cherdyn.

## Historia
La relación de Permia con Bjarmaland en las Sagas noruegas es objeto de frecuente especulación, aunque no se tiene la certeza. También ha sido sugerido que Wisu, mencionado por las fuentes árabes contemporáneas, podría ser el Gran Perm.
La principalidad estaba situada en el curso superior del río Kama, y tenía relaciones próximas con el Perm del río Víchegda (también llamado Perm la Menor), en las cercanías. Las tierras de Perm pagaban tributo a la República de Nóvgorod desde el siglo IX o X. Perm del Víchegda fue cristianizada por Esteban de Perm en el siglo XIV, y consecuentemente subyugada al Principado de Moscú. En 1451, una casa de príncipes de Perm obtuvo el control de las dos regiones como vasallos de Moscú con el título de Príncipes Vimski (del río Vim), y príncipes Velikopermski (Gran Perm). De hecho incluso habiendo sido cristianizado después, tenía más independencia que el Perm del Víchegda. Esto equilibraba la balanza entre los tres poderes: Moscú, la República de Nóvgorod y Kazán. Finalmente, en 1472, un ejército de vasallos de Moscú, con los príncipes Vimski entre ellos, conquistaron el Gran Perm y capturaron a su hermano el príncipe Miguel Velikopermski. De todos modos, este pronto volvería de Moscú como gobernador, gobernando este dominio vitaliciamente. Su hijo Mateo Velikopermski fue depuesto finalmente por el Gran Príncipe de Moscú en 1505.
Hasta el siglo XVIII, el nombre Gran Perm era utilizado oficialmente para el área del Kama superior, cuya parte meridional era gobernada por los Stróganov.